# Округ Клејборн (Мисисипи)
Клејборн (енгл. Claiborne County) је округ у америчкој савезној држави Мисисипи.

## Демографија
По попису из 2010. године број становника је 9.604, што је 2.227 (-18,8%) становника мање него 2000. године.
| Група             | 2000.         | 2010.         |
| Белци             | 1.783 (15,1%) | 1.353 (14,1%) |
| Афроамериканци    | 9.951 (84,1%) | 8.104 (84,4%) |
| Азијати           | 17 (0,1%)     | 40 (0,4%)     |
| Хиспаноамериканци | 94 (0,8%)     | 74 (0,8%)     |
| Укупно            | 11.831        | 9.604         |